# Villa Crespi (Orta San Giulio)
Villa Crespi (già Villa Pia) è una villa storica situata nel comune di Orta San Giulio, presso il lago d'Orta (in Piemonte).
La villa ospita un albergo e un ristorante, diretti dal 1999 dallo chef Antonino Cannavacciuolo.

## Storia
La dimora venne costruita nel 1879 per iniziativa dell'imprenditore Cristoforo Benigno Crespi, esponente di spicco della famiglia Crespi, operante con successo nel settore tessile, il quale volle utilizzarla come residenza estiva. La villa fu chiamata Villa Pia in onore della moglie Pia Travelli. Il nome è ancora oggi leggibile sul cancello laterale dell'edificio.
L'architetto Angelo Colla, tra i più prestigiosi dell'epoca, seguì i lavori di costruzione. L'edificio restò di proprietà dei Crespi fino al 1929. Nel corso degli anni, soprattutto durante gli anni trenta, la villa divenne meta di numerosi poeti, industriali e membri dell'aristocrazia fino al Re Umberto I di Savoia. 
Per un breve periodo, fu anche soggiorno spirituale per religiosi dell'epoca. Verso la fine degli anni 1980 fu trasformata in albergo.

### Cronotassi dei proprietari della villa
- (1879-1929) - Famiglia Crespi
- (1929 – 1945) - Famiglia Fracassi Ratti Mentone di Torre Rossano
- (1945 – 1949) - Famiglia Cardano
- Comitato Civico Nazionale
- Centro di spiritualità
- (1990 - oggi) - Relais & Chateaux (Hotel e Ristorante)[3]

## Descrizione
La villa, in stile moresco, trae ispirazione dagli edifici dei paesi mediorientali, dai quali Cristoforo Crespi era affascinato. È suddivisa in tre piani dalle pareti rivestite da stucco a stampo tipico dei paesi Arabi. Le sale di ogni piano sono attraversate da alcuni archi rialzati e il piano terra presenta cinque sale ognuna differentemente decorata. Il pavimento del vestibolo (oggi la reception) è rivestito con l'antico metodo veneziano del palladianesimo. 
La villa presenta colonne costruite con marmi preziosi quali il broccatello di Spagna (giallastro), il rosso di Francia, la lumachella di Svezia, il verde Polcevera, il rosso Levanto e diaspri della Sicilia. Un immenso minareto sovrasta l'intero edificio. Il giardino, oggi ridotto e molto modificato rispetto al passato, fu progettato da Enrico Combi. Conserva all'interno una fontana ed è dimora di diverse specie di frutti quali lamponi, noci e numerose varietà di funghi.